# Kotz von Dobrz

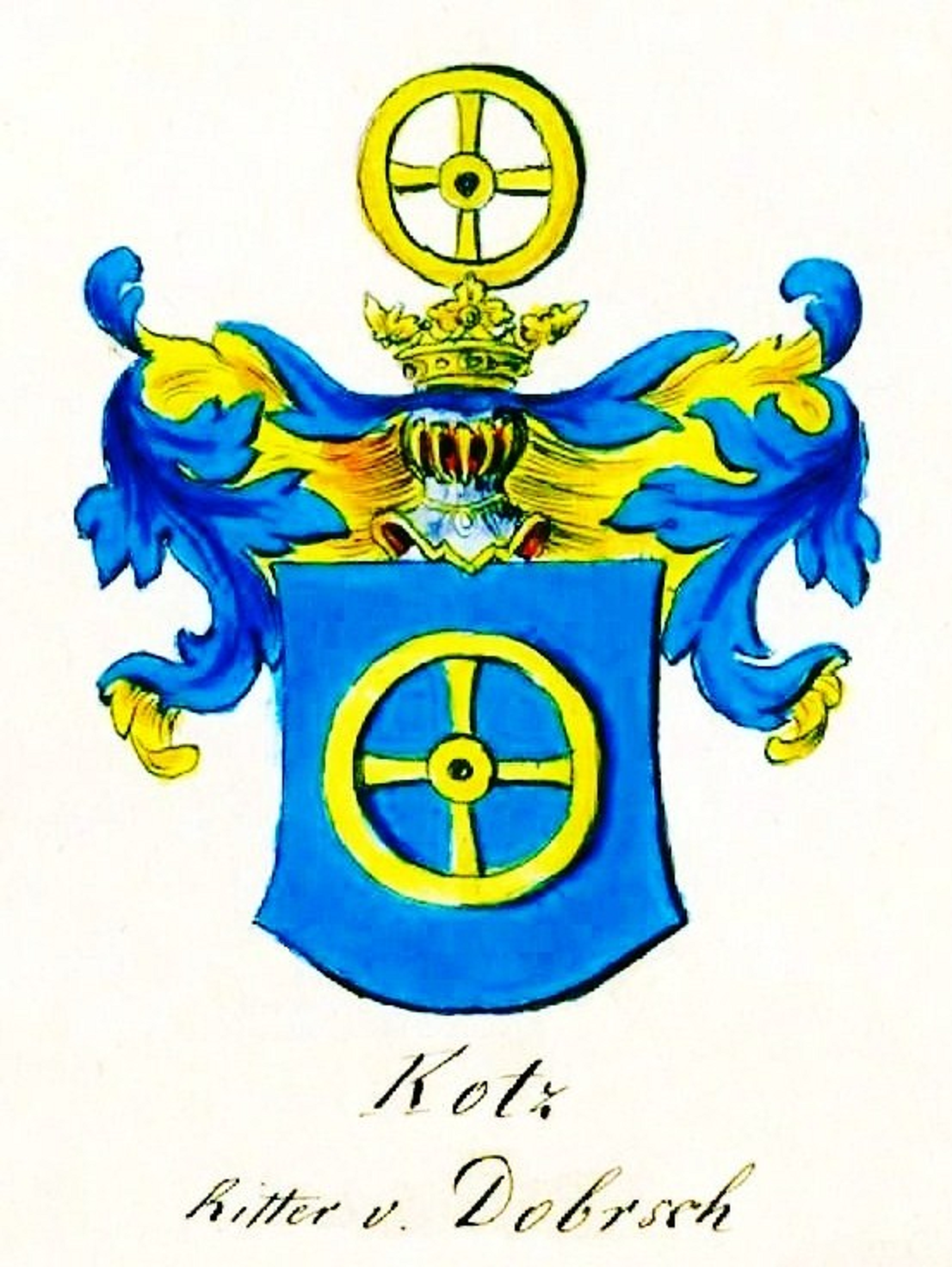
Stammwappen der Kotz von Dobrz

Kotz von Dobrz (auch Dobrsch, tschechisch Kocové z Dobrše im Plural, Koc z Dobrše im Singular) ist ein böhmisches Uradelsgeschlecht und ein österreichisches Hochadelsgeschlecht.

## Geschichte

Ferdinand Freiherr Kotz von Dobrz auf Hlawniowitz (1821–1882), Reichsratsabgeordneter für Böhmen

Wilhelm Freiherr Kotz von Dobrz (1839–1906), Landtagsabgeordneter von Böhmen

Die Familiensaga erzählt, dass ein Urahn, der Müller war, bei einer Wildschweinjagd dem Herzog Udalrich († 9. November 1034) aus dem Geschlecht der Přemysliden das Leben gerettet habe und aus Dankbarkeit die lokale Festung Dobrš erhielt.
Erstmals urkundlich erwähnt wurde die Familie im Jahre 1377. Damals setzte der Kirchenvorstand Peter Koc von Dobrš (auch: Kocík, Peter de Dobrssye; † 1391), ob seiner Strenge strenuus equus Kocik de D. genannt, in der Kirche von Dobrš (Dobrsch) einen Pfarrer ein. Er war zugleich der erste nachweisliche Angehörige des Vladikengeschlechts Kotz von Dobrz, das das Gut und die Feste Dobrš mit einer kurzen Unterbrechung bis 1607 besaß. Seine Söhne waren Johann, Wintiř (Gunter) und Přibík, die in Urkunden des 14. und 15. Jahrhunderts (1390, 1391, 1400, 1402 und 1408) als Kirchenpatrone sowie noch am 9. Juli 1435 als Besitzer der Burg und Schutzpatrone der dortigen Kirche. Die Kotz standen von 1390 bis 1435 in Diensten des Johanniterordens und ab 1445 bei den Herren von Rosenberg. Johann war Burggraf von Strankovic und testierte am 18. Dezember 1426 als solcher eine Urkunde für Bétka von Nebrechowitz. Am 7. Oktober 1437 kauften er und sein Bruder Přibík von Johann Kosoř von Malowec dessen Erbgüter Onšowic und Wyškowic. Zu Ende des 15. Jahrhunderts waren ihre Nachkommen, die Brüder Přibík und Heinrich, in steter Fehde mit dem Ritter Bohuslaw Bochec von Ottow. Hierüber berichtete Přibík in einem Brief vom 15. Jänner 1496 an seinen Bruder Heinrich. Letzterer, Herr auf Bystřic, war noch im Jahre 1501 Burggraf von Falkenstein.
Seit dem 16. Jahrhundert blühten in Böhmen vier Linien des Geschlechts, die Dobršer, Bystřicer, Wohraženicer und Mileticer, deren einzelne Sprossen über ansehnlichen Grundbesitz verfügten.
Johann Kotz von Dobrsse besaß bereits im Jahr 1550 die Herrschaft Bistritz. Er erbte auch das Gut Obitz (Obytce) im Klattauer Kreis von Johann Obistecky von Obytec (auch: Wobeditzky, Wobitetzky), das später in den Besitz des Johanniterordens überging. Dessen Enkel Dionysius Heinrich (Diviš Jindřich, genannt Kocík), Kaiserlicher Rat sowie k. k. Kämmerer († 1641) und Generalkriegskommissar begründete die gräfliche Familienlinie. Ihm wurde am 16. Januar 1629 zu Prag der böhmische Herrenstand mit „Kotz Freiherr von Dobrz“, alsdann der Reichsgrafenstand mit Diplom vom 5. Januar 1637 in Regensburg mit „auf Bistritz und Neumarkt“ verliehen. Der Grafenstand wurde für die Länder der Böhmischen Krone am 6. Februar desselben Jahres bestätigt. Dessen Sohn war Jaroslaus († 1677), der um 1660 Landeshauptmann im Pilsner Kreis war. Der gräfliche Zweig erlosch mit ihm im Mannesstamm.
Es verblieben zwei weitere Linien:
- Johann Marquard Kotz von Dobrsch († 1767) war der Begründer einer älteren Linie. Er erhielt den böhmischen Freiherrnstand als „Kotz Freiherr von Dobrsch und Wohrazenitz“ mit „Wohlgeboren“ am 31. Juli 1767.

- Ferdinand Ernst Kotz von Dobrsch war der Begründer einer jüngeren Linie. Er erhielt den österreichischen Freiherrnstand als „Freiherr Kotz von Dobrsch auf Hlawniowitz“ am 5. Februar 1869. Eine Wappenbesserung wurde dessen Witwe und Kindern am 25. Februar 1892 gewährt.[10]

Der Altar „Mariä Verkündigung“ in der Jesuitenkirche von Klattau (Klatovy) wurde von der freiherrlichen Familie gestiftet, deren Wappen oben angebracht ist. Das Altarblatt ist eine flüchtig gemalte Kopie von fahlem Kolorit; am Altar geschnitzte Statuen der hll. Johannes Baptist und Johannes Evangelist in Lebensgröße, oben Gott Vater inmitten zweier schwebender Engel, in der Tumba der hl. Maria Magdalena. In der Kirche befindet sich auch ein Grabmal, 1,70 m lang und 1,05 m breit, in der unteren Hälfte das Wappen, in der oberen die Aufschrift: SEPUVLTRA ILLVUSTRISSIMAE FAMILIAE EQUITUM KOTZ DE DOBRZ.
Johann Josef Freiherr Kotz von Dobrz heiratete 1772 Franziska Romana Gräfin Zucker von Tamfeld († 1796). Deren Onkel, Johann Erasmus der Ältere, vermachte seiner Nichte Franziska die Ortschaft Heiligenkreuz in der Nähe von Bischofteinitz in Westböhmen im Jahre 1781. Nach ihrem Tod erbte ihr Sohn Zacharias Wenzel (* 26. März 1773; † 3. Juni 1857 in Heiligenkreuz) die Ortschaft. Bekannt war die Schlossbibliothek, welche im Jahre 1839 um die 1500 Bände umfasste.
Christian (* 4. September 1806 in Prag; † 31. Oktober 1883 in Heiligenkreuz) und seine Gemahlin Aglaia Prinzessin von Auersperg (* 26. Januar 1812; † 24. März 1899 in Heiligenkreuz), mit der er sich am 20. Mai 1837 vermählt hatte, errichteten nach dem Brand von 1859 den Neubau der Heiligenkreuzer Kirche mit Helmturm. Deren drei Söhne, darunter Wenzel und Karl waren am Deutschen Krieg von 1866 beteiligt. Dabei zeichnete sich Karl (* 24. Juni 1844 in Prag; † 5. November 1901 in Wien) besonders bei der Schlacht von Königgrätz aus. Im Jahr 1899 erbte Wenzel Freiherr Kotz von Dobrz (* 28. April 1842; † 11. Juni 1912), mit Rang vom 22. April 1897 k. u. k. Feldmarschallleutnant, Heiligenkreuz. Sein Sohn Heinrich († 18. November 1956 in Gräfelfing) wurde Erbe. Er war k. u. k. Kämmerer und diente als Rittmeister im k. u. k. Husarenregiment Nr. 11 im Ersten und als Major im Zweiten Weltkrieg. Vor 1938 war er Kreisobmann der Christlich-sozialen Volkspartei im Wahlkreis Pilsen. Verheiratet war er mit einer Gräfin Trauttmansdorff († 16. Mai 1952). Deren Tochter, Gabrielle war die Ehefrau des Monarchisten und Hitler-Gegners Adolf von Harnier. Nach 1945 wurde die Familie aus der Tschechoslowakei vertrieben und zog nach Bayern.
Als eines von neun freiherrlichen Geschlechtern erhielt die Familie einen erblichen Sitz im Herrenhaus, dem Oberhaus des österreichischen Reichsrates. Es erlosch 1979 im Mannesstamm.

## Wappen

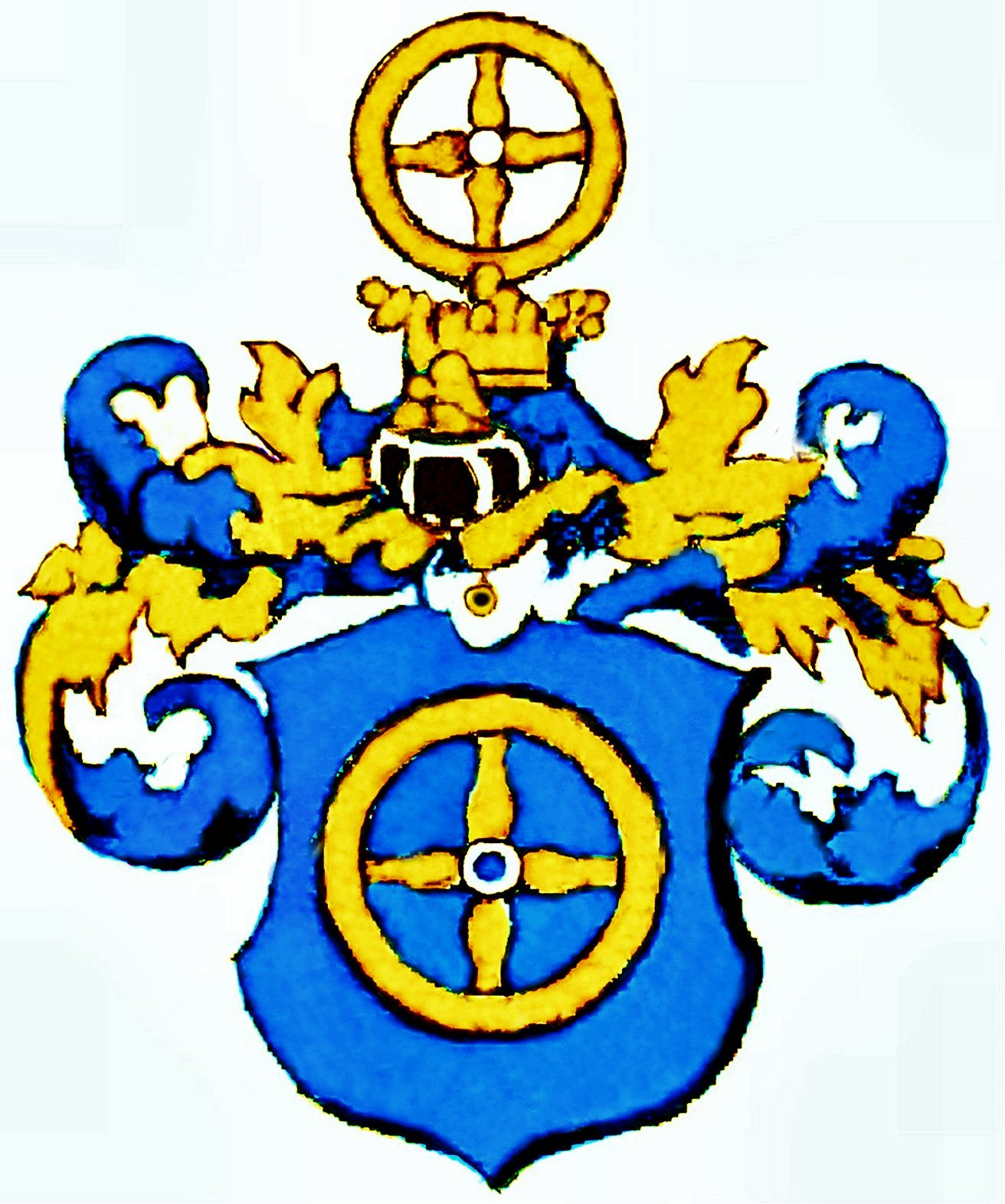
Wappen Kotz von Dobrz I

Stammwappen: In Blau ein vierspeichiges goldenes Rad. Auf dem Helm mit blau-goldenen Decken das Rad.
1892: Stammwappen; auf dem Helm mit blau-goldenen Decken das goldene Mühlrad zwischen offenem, von Blau und Gold geteilten Flug. Freiherrnkrone. Schildhalter sind zwei einwärtssehende goldene Greife. Die Devise lautet: „Quod justum Deo placet“.
Das gleiche Wappen, die Nähe der Ahnensitze und die gemeinschaftlichen Personennamen lassen außer Zweifel, dass die Ritter von Kadow im Pilsener Kreise mit den Kotz einerlei Abstammung waren. Ihre Ahnherren waren Wintiř und Johann, die im Jahre 1380 als Kirchenpatrone zu Kadow und 1401 zu Bukownik genannt wurden. Wintiř war noch in den Jahren 1406 und 1407 Schutzherr der Kirche zu Zihobec, beziehungsweise zu Kadow. Am Ende des 15. Jahrhunderts teilte sich die Familie der Kadow in zwei Äste, die nach ihren Stammsitzen die Namen Itésansky und Sténowsky von Kadow annahmen. Das goldene Rad im blauen Felde führten auch die Vladiken von Rezdékowic, Popowsky und Božcjow und die Oderstky von Liderow, von denen die letztgenannten als Kleinod drei hinter dem Rade hervorgehende Straußenfedern führten. Nach Balbin waren sie schon im 15. Jahrhundert in Mähren bekannt, wo im Jahre 1400 Elisabeth Odersky Äbtissin eines Frauenklosters und 1420 Nicolans Odersky Kanonikus von Olmütz war. Es hat allen Anschein, dass die genannten Geschlechter eines Ursprungs mit den Kotz von Dobrz waren, deren Geschlecht in Anbetracht seiner frühzeitigen Verästelung somit zu den ältesten ritterlichen Familien Böhmens zählte.

## Weitere Namensträger
- Wolfgang Kotz von Dobrz (1890–1957), österreichischer Rechtswissenschaftler und Archivar